# Океан (завод)
Миколаївський суднобудівний завод «Океан» — українське суднобудівне підприємство в Миколаєві. Створене в 1951 році підприємство входить в трійку найбільших суднобудівних заводів України. Основні види діяльності — суднобудування та судноремонт. Завод має дві технологічні лінії для будівництва середньо- і великотоннажних суден. Великотоннажна лінія використовується для будівництва танкерів і контейнеровозів, а на середньотоннажних лініях будуються баржі, понтони та буксири. Власником заводу є миколаївський підприємець Василь Капацина.
Територія суднобудівного заводу «Океан» розташована в південній частині Миколаєва, Корабельному районі, вниз за течією річки Південний Буг, на її лівому березі біля Богоявленська (Жовтневого). Біля заводу «Океан» розташований морський вантажний порт «Ніка-Тера». Заводу належить земельна ділянка площею близько 101 гектарів та ділянка водної акваторії площею 42 гектари. Загальна довжина добудовних набережних перевищує 600 метрів.

## Історія заводу і виробництва

Док заводу «Океан»

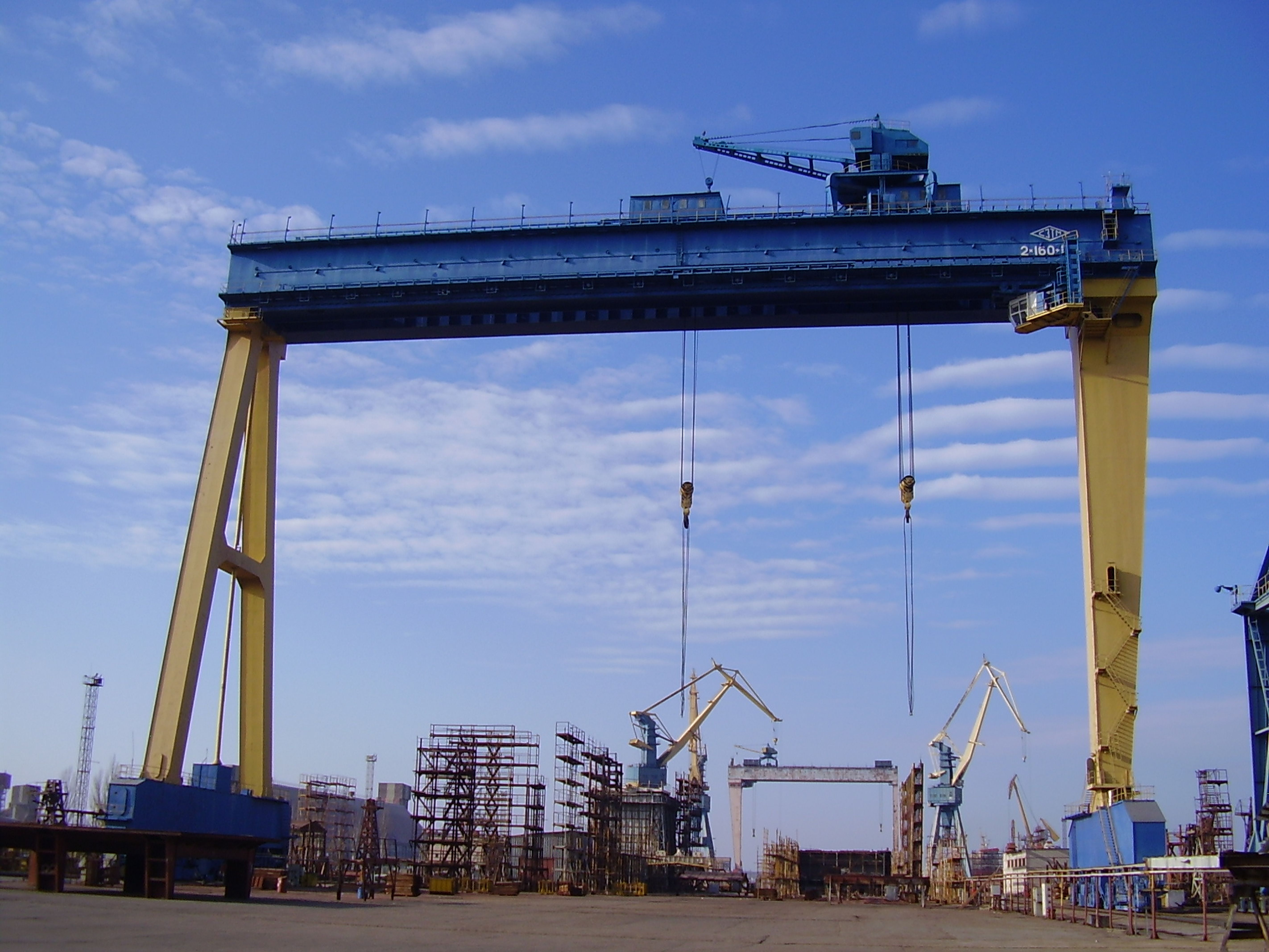
Вантажний кран заводу «Океан»

Миколаївський суднобудівний завод «Океан» (в інших документах «завод нр 872» та як «предприятие п/я 151») був створений в 1951 році. Незабаром після війни, Постановою Ради Міністрів СРСР від 9 липня 1946 року, почалося проектування нового суднобудівного завода, у майбутньому відомого як завод «Океан». Проектування цього заводу було доручено провідному проектному інституту країни ГСПІ-2 (Державний спеціальний проектний інститут) в місті Ленінграді. Інститут швидко завершив геологічні дослідницькі роботи і визначив місце розташування нового заводу на південно-західній околиці Жовтневого, і в січні 1946 року почалося будівництво.
Проект майбутнього заводу передбачав будівництво суден так званим потоково-позиційним блочно-секційним методом. Виготовлення секцій проводилося у блоці корпусних цехів, установка порівняно дрібних елементів — у блоці добудовних цехів. Укрупнення секцій та повне складання корпусів передбачалося у закритому приміщенні — елінгу заввишки 25 метрів. Для переміщення секцій, блоків і корпусу загалом було збудовано рейкові колії та придбано спеціальні судновозні візки вантажопідйомністю 200 тонн кожен. Спуск суден на воду здійснювався також похилим рейковим коліям за допомогою п'яти візків загальною вантажопідйомністю 2000 тонн.
Розпочав свою трудову діяльність завод у 1951 році з будівництва суховантажних несамоходних барж водотоннажністю 560 тонн. Потім завод перейшов на будівництво складніших — морозильних барж у тому самому корпусі. Першу таку баржу здали в експлуатацію 1954 року. У 1955 році їх було здано замовнику 12 штук, що свідчило про великі потенційні можливості молодого заводу.
1955 року введено в дію сліп — технологічна лінія з боковим передавально-спусковим пристроєм.
На початку 1956 року завод отримав замовлення на будівництво морських самохідних саморозвантажувальних шаланд водотоннажністю 1380 тонн. Для швидкого підйому зруйнованої війною економіки широко розгорнулося будівництво нових і реконструкція старих морських портів, здатних приймати великотоннажні судна з великим осадом. Для днопоглиблювальних робіт і була створена така шаланда, яка набагато перевершувала за продуктивністю землечерпальні судна та суховантажні баржі для транспортування ґрунту. Будівництво шаланд було серйозним іспитом для заводу. Ці судна були обладнані паровими котлами, головним двигуном у 500 кінських сил, допоміжними механізмами та люками для днища для розвантаження ґрунту. У січні 1957 року було здано перше судно з цієї серії, і того ж року було збудовано ще сім таких суден. Наступним етапом у розвитку заводу було будівництво морських суховантажних суден водотоннажністю 2290 тонн. Якщо перше судно цієї серії будувалося 437 днів, то останнє сьоме судно було збудовано за 280 днів.
Протягом перших 20 років роботи завод випустив більше 200 одиниць суднобудівної продукції, серед яких: 7 морських суховантажів типу «Іргиз» (довжина 75 м, водотоннажність 1915 т), 46 рефрижераторів типу «Таврія» (99 м, 5203 т), 2 лісовози типу «Малоярославець», проєкт 450, та 12 лісовозів типу «Сибирьлес» (104 м, 6370 т), проєкт 450Б (для Міністерства морського флоту СРСР), 15 траулерів типу «Алтай» (108 м, 6470 т) (для Мурманського тралового флоту).
У 1970-х роках на заводі відбулася широкомасштабна реконструкція. Вона дозволила запустити виробництво якісно нових суден і вийти на зовнішній ринок. 1972 року введено в експлуатацію один із найбільших у Європі сухий док, запущено другу технологічну лінію для будівництва великотоннажних суден. Водночас триває будівництво серії траулерів для Мурманського тралового флоту. Тоді ж почали випуск великотоннажних судів: серія з восьми рудовозів типу «Зоя Космодем'янська» (215 м, 62500 т), два з яких на експорт.
У 1974 р. — спуск на воду головного судна серії з-поміж 18 супертраулерів нового покоління типу «Горизонт» (довжина 110,8 м, водотоннажність 8933 т; замовником виступив Мурманський траловий флот). З 1977 року на замовлення Чорноморського морського пароплавства завод «Океан» будує серію (4 судна) нафторудовозів типу «Борис Бутома» (довжина 258,2 м, водотоннажність 130 000 т), що не мали аналогів у вітчизняному та світовому суднобудуванні. Ці рудовози не мали обмежень на район плавання.
У 1980-х роках зростають обсяги виробництва, додається виробництво морських плавучих напівпогружних установок для буріння нафтових свердловин глибиною до 6 тисяч метрів. Наймолодший суднобудівний завод України «Океан» став одним із найкращих підприємств галузі з випуску продукції, що користується попитом на світовому ринку. З 1982 по 1994 рік завод «Океан» побудував 26 рудовозів типу «Харитон Греку» для Чорноморського морського пароплавства. (довжина 215,4 м, водотоннажність 66000 т). Судна розробляло бюро Чорноморсуднопроект. Постійно удосконалюючи будівництво рудовозів і оснащуючи корпусозбиральне виробництво новими механізованими лініями і ділянками, завод «Океан» паралельно будує технічно складні науково-дослідні судна для НДІ галузі. Для Московського гідроакустичного інституту «Океан» побудував науково-дослідні судна для досліджень Світового океану. (теж розробка «Чорноморсуднопроекту») Підприємство розпочало будівництво серії нових рибооброблюючих баз для Далекосхідного регіону. Для цього вводиться в дію технологічна лінія зі спусковим пристроєм через плавучий передавально-спусковий док вантажопідйомністю до 6000 тонн.
У 1997 і 2003 роках «Океан» випустив по одному балкеру типу «Панамакс» спроєктованого «Чорноморсуднопроектом».
Восени 2000 року підприємство було приватизовано. 78 % акцій, що належали державі, на тендері виграв нідерландський суднобудівний концерн «Damen Shipyards Group». Завод був перейменований у ВАТ «Дамен Шипярдс Океан». 2001 року завдяки додаткової емісії акцій «Океану», а також викупу частини акцій у інших інвесторів у власність основного акціонера перейшло близько 98,7 % акцій.
З 2000 по 2006 рік «Дамен Шипярдс Океан» випустило 55 суден для замовників з Україна, Німеччини, Англії, Норвегії, Нідерландів, зокрема 24 самохідні повнокомплектні, водотоннажністю від 6 до 24 тис. тонн. Призначення цих суден різноманітне: контейнеровози, балкери, судна для перевезення великовагових вантажів, танкери-хімовози, буксири-постачальники льодового класу, багатоцільові вантажні судна.
З 2006 по 2008 рік завод був у власності норвезької суднобудівної групи «Акер Ярдс АСА» (Aker Yards ASA). За цей час завод побудував 13 суден. Здійснювалася модернізація, освоювалися нові технології будівництва суден.
Восени 2008 року норвезька фірма продала 70 % акцій цього підприємства і двох інших своїх корабелень у Німеччині російському інвестиційному фонду FLC West (сума угоди близько 250 млн євро). Було створено компанію «Вадан Ярдс Груп АС» (Wadan Yards Group AS), і завод у Миколаєві став її частиною.
З 2009 по 2010 рік було побудовано 24 несамохідні суховантажні двотрюмні судна змішаного (річка-море) плавання, замовник — один із найбільших зернотрейдерів в Україні компанія Нібулон. За 2010 рік відремонтовано понад 20 суден.
18 березня 2011 року рішенням акціонерів ПАТ «Вадан Ярдс Океан» заводу повернуто його історичну назву ПАТ «Миколаївський суднобудівний завод „Океан“».
У травні 2011 року з сухого доку виведено головне судно серії багатофункціональних буксирів-штовхачів для флоту компанії «Нібулон» та завершено будівництво 13 плавзасобів (понтонів, земснарядів, пульпопроводів) для російської компанії «Техногарант».. 2011 року також було побито рекорд — на ремонт стали 4 танкери водотоннажністю понад 100 000 т кожен. Це найбільші судна, які заходили на ремонт у цей завод.

### Банкрутство та повторний продаж
У листопаді 2013 року Господарський суд Миколаївської області визнав банкрутом ПАТ «МСЗ „Океан“». Процедура банкрутства зайняла кілька років і завершилася продажем цілісного майнового комплексу заводу. Зокрема, у вересні 2017 року Генеральний прокурор України Юрій Луценко заявив про намір зрушити з місця процес повернення в державну власність Чорноморського суднобудівного заводу (ЧСЗ) і ПАТ «Миколаївський суднобудівний завод „Океан“».
2 липня 2018 року Печерський районний суд м. Києва зняв арешт з ПАТ «Миколаївський суднобудівний завод „Океан“».
3 грудня 2018 року суднобудівний завод ПАТ «МСЗ „Океан“» було продано з аукціону за 122 млн 195 тисяч гривень.
Після купівлі завод перейшов у процес відродження та розпочав підготування до залучення і виконання державного оборонного замовлення України.

### Відновлення виробництва
У 2019 році розпочалося відродження виробництва. Суднобудівний завод «Океан» виконав декілька судноремонтних замовлень, серед яких мегаяхта IRA, танкер Scot Stuttgart, буксирів «Очаків», «Ізмаїлець» та «Зюйд», земснаряд «Ріон» та готується до розгортання суднобудування найближчим часом. Завод також виконав замовлення на конструкції для естакад на Полтавській кільцевій дорозі, для мосту в Івано-Франківську, для Шулявського шляхопроводу і Пішохідно-велосипедного мосту через Володимирський узвіз у Києві.
22 травня 2019 року заводі завершено ремонт земснаряду «Ріон», що став у сухий док 1 квітня 2019. Ремонт виконували на замовлення філії «Дельта-лоцман» ДП Адміністрація морських портів України. Відповідно до ремонтної відомості, виконано ремонт корпусу, донно-забортної арматури, якірного та стернового пристрою, системи головного двигуна тощо.
31 травня підприємство завершило класифікаційний ремонт трьох буксирів «Очаків», «Ізмаїлець» та «Зюйд». Ремонтні роботи виконували у плавучому доці заводу «Океан».
9 серпня 2019 на заводі завершено ремонт та виведено з сухого доку суховантажне судно ALICE.
20 вересня 2019 року завод підписав контракт на будівництво двох суховантажних барж на замовлення голландської компанії Eurobulk, що займається річковими перевезеннями. Судна довжиною 79 м, шириною 9.6 м, з висотою борта 3.5 м будуть майже повністю укомплектовані обладнанням. Замовник самостійно встановить лише деякі електросистеми. Закладку суден було заплановано на листопад 2019 року, завершення будівництва у березні, а передання замовнику — у квітні 2020 року. Транспортування суден замовнику мало відбутися каналом Дунай-Майн-Рейн.
26 листопада 2019 року на суднобудівному заводі «Океан» у Миколаєві пройшла офіційна церемонія закладки двох барж проєкту 472-РТ, які будуть побудовані на замовлення нідерландської судноплавної компанії Eurobulk.
За підсумками 2019 року на форумі роботодавців Миколаївщини, ініційованому службою зайнятості за підтримки обласної держадміністрації «Океан» відзначили як кращого роботодавця.
21 грудня 2020 року стало відомо, що Туреччина обрала завод «Океан» для локалізації будівництва корветів для ВМС України.
В 2020 році «Океан» успішно здав два несамохідних судна пр. 472-РТ на замовлення голландської компанії Eurobulk. Виконав модернізацію суховантажного судна DREMORA 3, у ході якої довжину судна збільшено на 24 метри і за рахунок цього дедвейт збільшено на 39 % — до 4768 тон. Проведено докові ремонти суховантажних суден SIGMA і RUBUS і танкера-хімовоза MILLENIAL SPIRIT. Виконано капітальний ремонт двох несамохідних суден «Дніпро 101» та «Дніпро 102» для судноплавної компанії «Аскет Шиппинг».
29 березня 2021 року рішенням власника створено наглядову раду заводу «Океан».
Під час повномаштабного вторгнення завод згадувався у повідомленнях держустанов РФ влітку 2022 року, що ніби був ураженний.

## Потужності заводу
Основні види діяльності підприємства — суднобудування та судноремонт. Підприємство має дві технологічні лінії для будівництва середньо- і великотоннажних суден. Великотоннажна лінія використовується для будівництва танкерів та контейнеровозів, а на середньотоннажних лініях будуються баржі, понтони та буксири. Середньотоннажна лінія складається із закритого елінгу, відкритого будівельного майданчика, плавдока та 120-метрового добудовчого причалу (2 крана вантажопідйомністю 10 і 15 т відповідно). Ця потокова лінія дає можливість будувати судна з максимальними розмірами 135×18 м, при цьому спускова вага може досягати 6000 т. Багатотоннажна лінія містить складально-зварювальний цех, док (354х60х14 м) із двома кранами вантажопідйомністю 320 т кожен. Ця лінія може використовуватися для побудови суден максимальних розмірів 340х50х18 м. Підприємство оснащене сучасними виробничими потужностями, поставленими відомими у всьому світі компаніями. За 45 років існування підприємства тут побудовано близько 400 різних суден сумарною водотоннажністю понад 3,6 млн тонн.

## Керівництво
- Василь Капацина (власник)
- Віктор Цоклан (голова наглядової ради)[37]
- Сергій Гурський (генеральний директор)